# La Gran Aldea (sitio web)
La Gran Aldea es un sitio web venezolano de noticias y de análisis. Su director actual es Alejandro Hernández.

## Historia

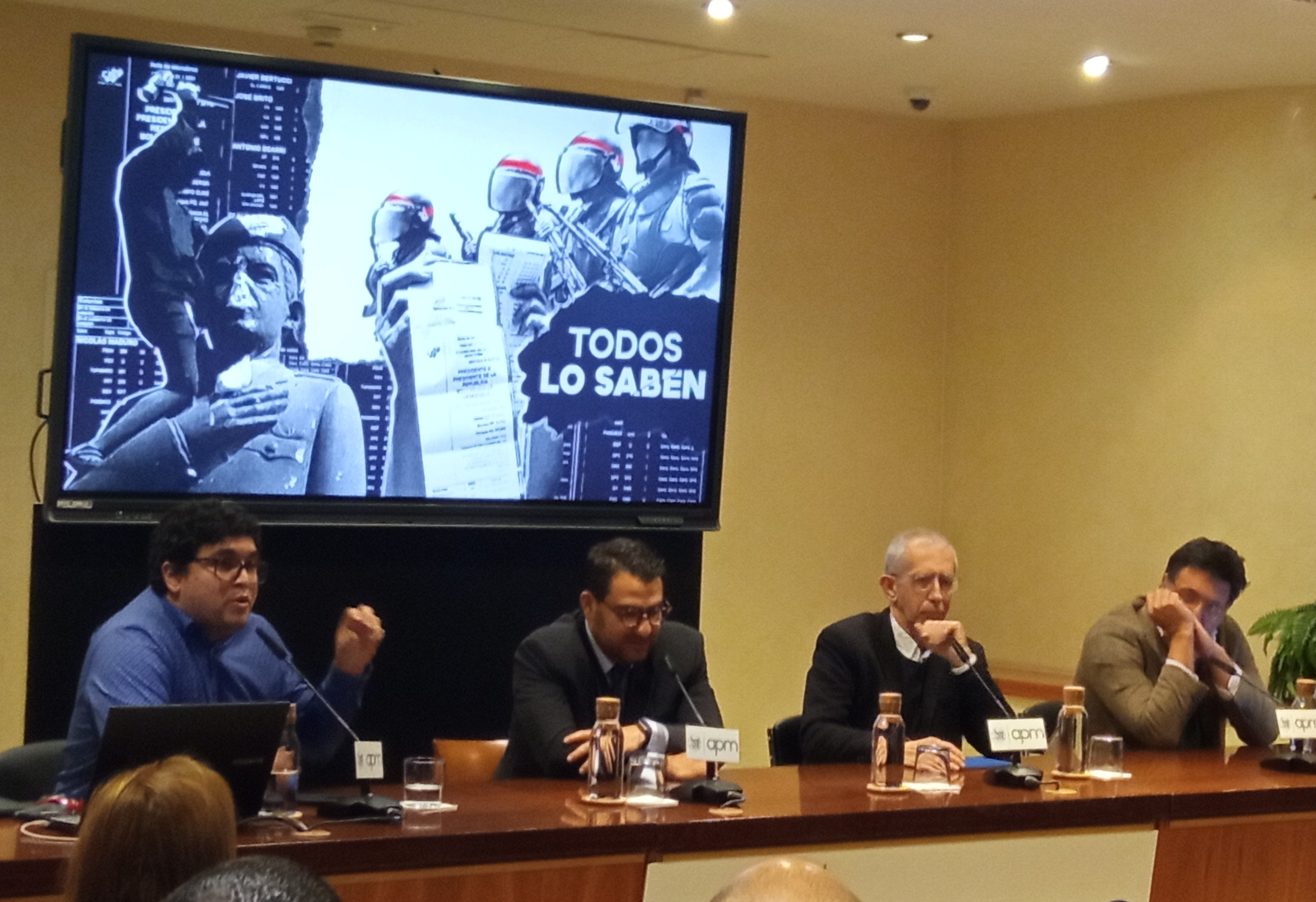
Presentación del documental Todos lo Saben en Madrid, 2024. El director de La Gran Aldea, Alejandro Hernández, es el segundo sentado desde la izquierda.

En 2020 el portal fue bloqueado en Venezuela después de publicar un artículo sobre Haiman El Troudi, exministro del Partido Socialista Unido de Venezuela (PSUV), "La cara bonita de Haiman El Troudi". El medio informó que el ataque coincidió con un correo que enviaron representantes legales de El Troudi reclamando por el contenido de la publicación.
El 18 de mayo de 2024, La Gran Aldea volvió a ser bloqueada por varios proveedores de Internet en el país, el mismo día en el que publicó imágenes y entrevistas con el candidato presidencial opositor Edmundo González y su familia durante la campaña de las elecciones presidenciales de Venezuela del mismo año.
El 28 de octubre, el portal publicó el documental "Todos lo saben" sobre el proceso electoral.